# Skylanders: Spyro's Adventure
Pour la série, voir Skylanders (série).
 (avril 2024).
Si vous disposez d'ouvrages ou d'articles de référence ou si vous connaissez des sites web de qualité traitant du thème abordé ici, merci de compléter l'article en donnant les références utiles à sa vérifiabilité et en les liant à la section « Notes et références ».
 (avril 2024).
Skylanders: Spyro's Adventure est un jeu vidéo de la série Spyro the Dragon sorti en 2011. Le jeu commence une nouvelle série, après la série La légende de Spyro, terminée en 2008.

## Synopsis
Les Skylanders protègent les Skylands et le cœur de lumière des ténèbres mais un jour, Kaos, ancien prince déchu le détruit, tue l'ancien maître du portail, Eon, et expédie les Skylanders sur terre, petit et congelé, sous forme de figurines. Le joueur possédant les figurines et le portail est alors le nouveau maître du portail, sous les conseils d'Eon; et avec l'aide de nombreux personnages secondaires, il va devoir reconstruire le cœur de lumière. Pour le reconstruire, ils vont devoir retrouver huit sources symbolisant la magie, l'eau, la tech, la vie, le mort-vivant, l'air, la terre et le feu. Ils font face à des pirates, des trolls, des cyclopes, des chompis et à l'empire Arkeyan. Après avoir récupéré les sources, ils lancent un assaut sur le château de Kaos mais affrontent l'hydragon. Le prince déchu est alors exilé sur terre pour avoir trahi les Skylands et avoir détruit le cœur de lumière.

## Système de jeu
Le joueur place les figurines sur un socle pour qu'elles prennent vie dans le jeu vidéo. Un pack de base contient trois figurines (Spyro, Gill Grunt et Trigger Happy). Le Portal of Power (Portail du Pouvoir) qui donne vie aux figurines est un socle connecté à la console par un petit adaptateur USB infrarouge.

### Figurines

#### Skylanders
Les figurines à collectionner sont au nombre de 37 (dont 4 Legendary et 1 Dark) réparties sous 8 éléments :
- Gill Grunt (Eau) : Un poisson possédant un canon à harpons et un jetpack.
- Slam Bam (Eau) : Un yéti possédant quatre bras.
- Wham-Shell (Eau) : Un crustacé se battant avec une masse.
- Zap (Eau) : Un dragon qui lance des éclairs et qui glisse sur l'eau.
- Eruptor (Feu) : Un amas de lave.
- Flameslinger (Feu) : Un archer elfe qui porte un bandeau sur les yeux pour montrer qu'il n'a pas besoin de voir pour viser avec son arc.
- Ignitor (Feu) : Un esprit de feu lié à une armure de chevalier.
- Sunburn (Feu) : Un phénix crachant des flammes.
- Lightning Rod (Air) : Un dieu maîtrisant la foudre.
- Sonic Boom (Air) : Un griffon se battant avec ses petits.
- Warnado (Air) : Une tortue capable de créer des tornades.
- Whirlwind (Air) : Une pégase tirant des arcs-en-ciel.
- Bash (Terre) : Un dinosaure avec une queue pointue.
- Legendary Bash (Terre) : Bash de couleur bleue marine et dorée.
- Dino-Rang (Terre) : Un dinosaure qui se bat avec des boomerangs.
- Prism Break (Terre) : Un golem de pierre possédant des prismes en diamant à la place des mains.
- Terrafin (Terre) : Un requin capable de creuser des tunnels sous terre.
- Double Trouble (Magie) : Un mage capable de se dupliquer.
- Spyro (Magie) : Un dragon violet capable de cracher du feu et de charger avec ses cornes.
- Dark Spyro (Magie) : Spyro de couleur noire avec des ailes argentées capable de cracher de la foudre.
- Legendary Spyro (Magie) : Spyro de couleur bleue marine et dorée.
- Voodood (Magie) : Un mage capable de créer des pièges et se battant avec une hache magique.
- Wrecking Ball (Magie) : Une boule bleue qui roule.
- Boomer (Tech) : Un troll qui aime tout faire exploser avec ses dynamites et ses bombes.
- Drill Sergeant (Tech) : Un robot possédant une scie et un canon.
- Drobot (Tech) : Un dragon portant une armure robotisée.
- Trigger Happy (Tech) : Il possède des pistolets en or. Ses origines sont inconnues.
- Legendary Trigger Happy (Tech) : Trigger Happy de couleur bleue marine et dorée.
- Camo (Vie) : Un dragon capable de faire pousser des plantes.
- Stealth Elf (Vie) : Une elfe ninja capable de devenir invisible. C'est la Skylander la plus agile.
- Stump Smash (Vie) : Un tronc d'arbre possédant des marteaux à la place des mains.
- Zook (Vie) : Un arbre avec un bazooka.
- Chop Chop (Mort-vivant) : Un squelette possédant un équipement de chevalier.
- Legendary Chop Chop (Mort-vivant) : Chop Chop de couleur bleue marine et dorée.
- Cynder (Mort-vivant) : Un dragon violet maîtrisant la foudre.
- Hex (Mort-vivant) : Une sorcière qui lance des crânes ensorcelés par magie.
- Ghost Roaster (Mort-vivant) : Un squelette à moitié fantôme possédant une chaîne.

Le joueur est considéré comme le « Maître du Portail » et doit utiliser ses Skylanders pour délivrer les Skylands du mal. Maitre Eon guide le joueur au début du jeu avec Hugo.

#### Pack aventure
Les pack aventure sont des pack disponibles à la vente à l'époque contenant à chaque fois un Skylander, 2 objets magiques et un niveau bonus, ils sont au nombre de 4. Dans le pack de la Crypte noire, nous y trouvons le Skylander Ghost Roaster, l'Elixir, le Sablier et le niveau bonus de la Crypte noire. Dans le pack de la Mer pirate, nous y trouvons le Skylander Terrafin, le Coffre, l'Epée et le niveau bonus de la Mer pirate. Dans le pack du Pic du dragon, nous y trouvons le Skyander Sun Burn, les Bottes ailées, Sparx la libellule et le niveau bonus du Pic du dragon. Enfin, dans le pack de l'Empire de glace, nous y trouvons le Skylander Slam Bam, l'Enclume, le Bouclier et le niveau bonus de l'Empire de glace.

#### Sidekicks
Les sidekicks ou minipets sont des versions miniatures de certains personnages, avec des noms approchants. Dans le jeu, ce ne sont pas des personnages jouables mais des familiers qui suivent le personnage. Ces figurines étaient proposées en cadeau pour l'achat d'autres figurines, sous certaines conditions, dans les enseignes Micromania.
Avec Skylanders: Trap Team, des figurines équivalentes appelées cette fois minis sont devenus des personnages à part entière. Les figurines sidekicks sont donc jouables dans Skylanders: Trap Team au même titre que n'importe quelle autre figurine.
La série Skylanders: Spyro's Adventure propose 4 sidekicks : Gill Runt (Eau), Terrabite (Terre), Trigger Snappy (Tech), Whisper Elf (Vie)

### Défis héroïques
Les défis héroïques permettent d’augmenter les caractéristiques (Armure, Vitesse, Coup Critique et Pouvoir Élémentaire) du Skylander. Le joueur peut les lancer en parlant à Cali aux Ruines. Chaque Skylanders est différent des autres et possède des caractéristiques différentes. Il existe 32 défis héroïques au total. Chaque Skylander dont le joueur est propriétaire débloque le défi qui lui est associé. Les valeurs des récompenses de chaque défi sont en fonction de la caractéristique :

## Développement
Le jeu est annoncé à l'American International Toys Fair 2011 en février 2011.
Le budget de lancement du jeu avoisine les 30 millions de dollars, autant que Call of Duty: Black Ops.

### Distribution
| Personnage          | Voix originale (anglais) | Voix française        |
| ------------------- | --- | --------------------- |
| Spyro               | Josh Keaton | Damien Ferrette       |
| Sparx               | André Sogliuzzo | ????                  |
| Gill Grunt          | Freddie Winston | ????                  |
| Trigger Happy       | Freddie Winston | Emmanuel Gradi        |
| Eruptor             | Freddie Winston | ????                  |
| Bash                | Freddie Winston | ????                  |
| Ignitor             | Freddie Winston | ????                  |
| Chop-Chop           | Freddie Winston | ????                  |
| Terrafin            | Freddie Winston | ????                  |
| Gurglefin           | Freddie Winston | ????                  |
| Boomer              | Freddie Winston | ????                  |
| Ghost Roaster       | Freddie Winston | ????                  |
| Prism Break         | Freddie Winston | ????                  |
| Slam Bam            | Freddie Winston | ????                  |
| Maître Eon          | Daniel Hagen | Frédéric Cerdal       |
| Cali                | Sumalee Montano | ????                  |
| Persephone          | Laura Bailey | ????                  |
| Glumshanks          | Chris Cox | ????                  |
| Auric               | Steve Blum | ????                  |
| Vathek              | Steve Blum | ????                  |
| Flynn               | Patrick Warburton | Serge Thiriet         |
| Cynder              | Barbara Mamabolo | Marie Nonnenmacher    |
| Whirlwind           | Salli Saffioti (en) | Marie Nonnenmacher    |
| Hugo                | Michael Yurchak | Emmanuel Rausenberger |
| Fargus              | James Haron | ????                  |
| Stump Smash         | Kevin Michael Richardson | Benoît Allemane       |
| Dino-Rang           | Thomas Bromhead | Emmanuel Gradi        |
| Drill Sergant       | Thomas Bromhead | ????                  |
| T-Bone              | Keith Sliverstein | ????                  |
| Clam-tron 4000      | Keith Sliverstein | ????                  |
| Lightning Rod       | Alex Ness | ????                  |
| Stealth Elf         | Lani Minella | Isabelle Volpe        |
| Sonic Boom          | Lani Minella | ????                  |
| Hex                 | Courtenay Taylor | ????                  |
| Wendel              | Anthony Hansen | ????                  |
| Kaos                | Richard Steven Horvitz | Gilbert Levy          |
| Hektore             | Dave Wittenberg | ????                  |
| Voix Supplémentaire | John Kassir Lani Minella Fred Tatasciore Jeff Bergman Cam Clarke Bruce Lanoil Hope Levy Chris Parson Erol Otus David Markus Roger L. Jackson Kathryn Cressida Jen Olson Salli Saffioti (en) Kari Wahlgren Amanda Wyatt Hunter Davis Dwight Schultz Lloyd Sherr Keith Szarabajka Neil Kaplan David Lodge Liam O'Brien |                       |

## Commercialisation
Il sort sur PC en Australie, sur consoles en Australie, en Europe, aux États-Unis et au Canada, en Amérique du Sud, puis au Japon, respectivement le 12 octobre 2011, le 13 octobre 2011, le 14 octobre 2011, le 16 octobre 2011, le 15 décembre 2011 et le 12 juillet 2013 sur Wii, PlayStation 3 et Nintendo 3DS. Il est également porté sur Wii U.
Neoplay lance le jeu en Amérique du Sud (dont au Brésil) le 15 décembre 2011, traduit et doublé en portugais brésilien,.